# SN 2007ua
SN 2007ua – supernowa typu Ia odkryta 7 listopada 2007 roku w galaktyce A011031+0035. Jej jasność pozostaje nieznana.